# Marino (raïon de Rylsk)
Pour les articles homonymes, voir Marino.
Marino (en russe : Ма́рьино) est un village du selsoviet d'Ivanovskoïe du raïon de Rylsk dans l'oblast de Koursk, en Russie. Sa population s'élevait à 1 358 habitants au recensement de 2021.  

## Géographie
Le village de Marino se situe dans l'oblast de Koursk, un oblast de la partie européenne de la Russie. Le village fait partie du raïon de Rylsk, avec Rylsk comme centre administratif. Il se trouve dans le selsoviet d'Ivanovskoïe, une municipalité, avec le village d'Ivanovskoïe comme chef-lieu.

## Démographie
Recensements (*) et estimations de la population :
| 2002 * | 2010* | 2021* | - |
| ------ | ----- | ----- | - |
| 1 934  | 1 747 | 1 358 | - |